# Torpa församling, Skara stift
Torpa församling var en församling i Skara stift i nuvarande Borås kommun. Församlingen uppgick 1911 i Borås församling.

## Administrativ historik
Församlingen har medeltida ursprung. 1622 utbröts Borås församling.
Församlingen var till 24 januari 1628 annexförsamling i pastoratet Fristad, Torpa, Borgstena och Gingri som till 1574 även omfattade Längjums församling och från 1622 Borås församling. Från 1628 till 1911 annexförsamling i pastoratet Borås och Torpa som  från 1650 även omfattade Brämhults församling och i perioderna till 1650 och mellan 1689 och 1860 även församlingarna Fristad, Borgstena och Gingri. Församlingen uppgick 1911 i Borås församling.

## Kyrkor
Som kyrka användes den i Borås församling från dennas bildande.